# Herkitjärnen
Herkitjärnen är en sjö i Storumans kommun i Lappland och ingår i Umeälvens huvudavrinningsområde. Sjöns area är 0,07 kvadratkilometer och den är belägen 440 meter över havet.